# Waleed Salim Al-Lami
Waleed Salim Al-Lami (arab. وليد سالم اللامي; ur. 1 maja 1992 w Bagdadzie) – iracki piłkarz grający na pozycji prawego obrońcy. Od 2013 jest zawodnikiem klubu Al-Shorta Bagdad.

## Kariera piłkarska
Swoją karierę piłkarską Salim rozpoczął w klubie Al-Kahraba FC, w którym w 2011 roku zadebiutował w pierwszej lidze irackiej. W 2012 roku przeszedł do Erbil SC, z którym w sezonie 2012/2013 wywalczył wicemistrzostwo kraju. W 2013 przeszedł do Al-Shorta Bagdad. W sezonach 2012/2013 i 2013/2014 został z nim mistrzem Iraku.

## Kariera reprezentacyjna
W reprezentacji Iraku Salim zadebiutował 11 września 2012 w przegranym 0:1 meczu eliminacji do MŚ 2014 z Japonią. W 2015 roku zajął z Irakiem 4. miejsce w Pucharze Azji 2015, a w 2019 został powołany do kadry na Puchar Azji 2019.